# Ieghegnadzor
Ieghegnadzor (en armeni, Եղեգնաձոր, es pronuncia jɛʁɛɡnɑˈd͡zɔɾ) és una ciutat i municipi del sud d'Armènia que exerceix de capital de la província de Vaiots Dzor i del municipi homònim. A més a més, també és la seu de la diòcesi de Vaiots Dzor de l'església Apostòlica Armènia. Està situada a 123 km al sud de la capital del país, Erevan, a la riba del riu Srkghonk, a 1.194 metres sobre el nivell del mar.
El 2016 té una població estimada de 6.600 habitants. Segons el cens del 2011 té 7.944 habitants.

## Etimologia
El nom Ieghegnadzor inclou dos termes en armeni: iegheg significa "canya" i dzor , "vall". Així, el nom de la ciutat signivica "vall de canyes".

## Geografia
Ieghegnadzor està situada a 1.194 metres sobre el nivell del mar. Està a una zona de serralada baixa i mitjana sobretot semidesèrtica. La ciutat està a la riba del riu Srkghonk, tributari del riu Arpa. Al nord limita amb  el poble de Gladzor, que té una universitat històrica del segle XIII i una fortalesa del segle VII aC.

### Clima
Ieghegnadzor té un Clima continental humit (Dfa, segons la Classificació climàtica de Köppen) que té estius calorosos i el seu clima fluctua molt del dia a la nit. Té unes precipitacions mitjanes anuals de 400 mm. El gener té una temperatura mitjana de 5 - 6°C i el rècord de temperatura mínima és de - 22°C. El mes de juliol s'ha enregistrat la seva temperatura més alta: 35°C. Els estius són calorosos i els hiverns hi neva.

### Demografia
| 1831   | 1897     | 1914     | 1926     | 1939  | 1959  | 1980  | 2001  |
| ------ | -------- | -------- | -------- | ----- | ----- | ----- | ----- |
| 332 h. | 1.307 h. | 1.371 h. | 1.583 h. | 2.567 | 3.567 | 7.053 | 8.178 |

## Història

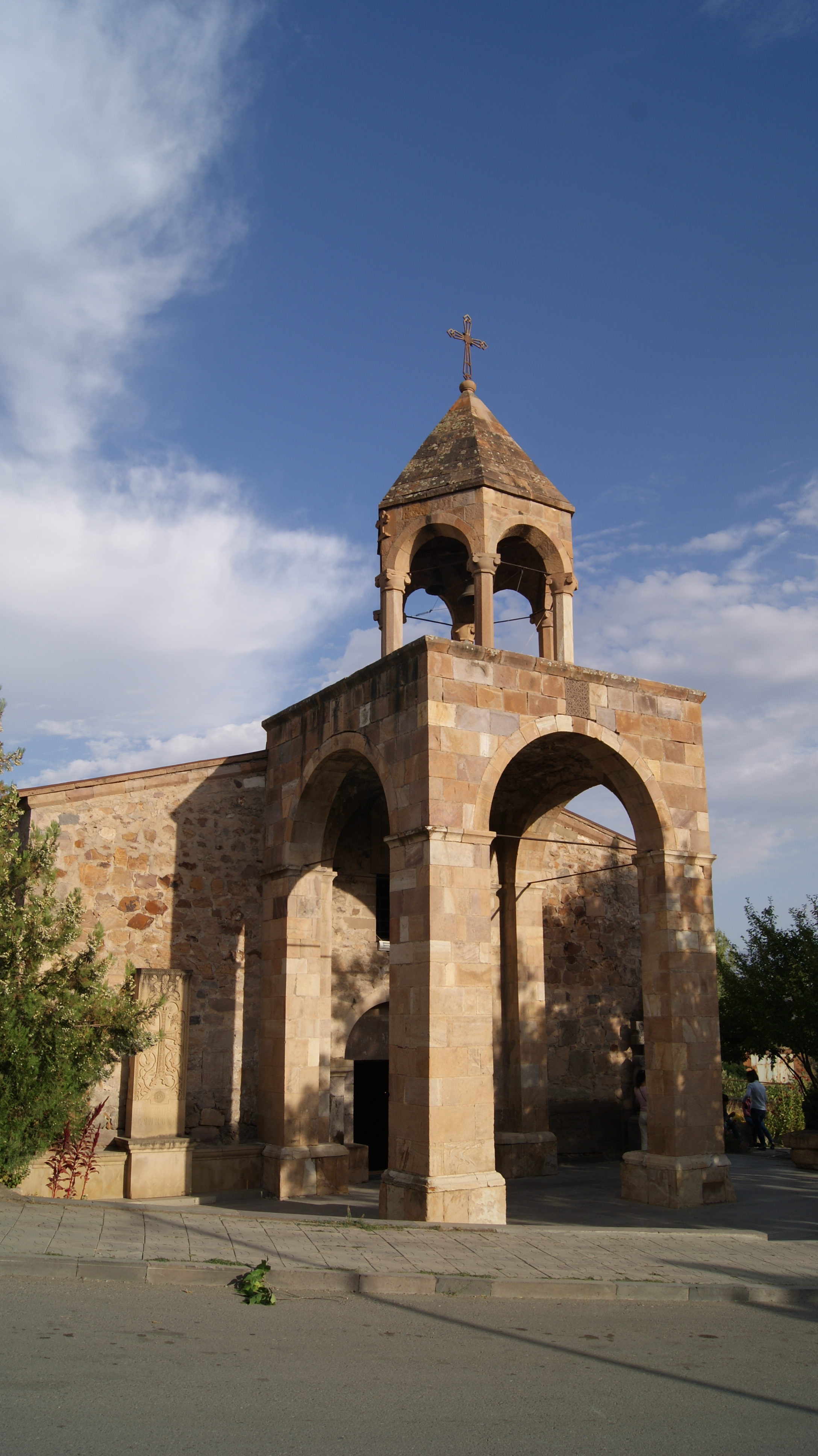
Catedral de la Mare de Déu de Ieghegnadzor

Durant el segle V es menciona la ciutat amb el nom de Pondzatagh.  Aquesta població pertany al cantó de Vaiots Dzor de Syunik, la novena província del Regne d'Armènia (Armènia Major). Tot i això, al cementiri, s'hi ha trobat restes arqueològiques d'un mausoleu datat del primer mil·lenni que donen testimoni que la zona ja feia molt de temps que estava ocupada. A prop de la ciutat s'hi conserva una fortificació del segle VII aC pertanyent al regne d'Urartu.
Segons fonts històriques del primer quart del segle IX, quan el príncep Felidel regne Syunat va moure la seva residència des de Sisian a Vaiots Dzor i va fortificar la població de Iegheguís, el nom de Ieghegnadzor o de Iegheguiats Dzor denomina tota la província. Durant l'Edat mitjana la Ruta de la seda travessa la zona unint la ciutat de Martuni amb Ieghegnadzor. A la zona s'hi construeixen moltes esglésies, monestirs, ponts i caravanserralls entre els segles X i XIII. En aquesta època, Ieghegnadzor pertany al regne de Siània, sota la dinastia dels Sisakides.
A principis del segle XVI l'est d'Armènia cau sota el jou de la Dinastia safàvida persa. El territori de Ieghegnadzor passa a formar part de Erivan Beglarbegi i desp´res del Kanat d'Erevan. Entre els segles XVI i XVII és considerada l'època fosca de la història de la ciutat, ja que la regió és marc d'enfrontaments entre els túrquics i els iranians. Això fa que es destrueixin molts monuments i que molta població emigri de la zona. El 1747 Ieghegnadzor esdevé part del Kanat de Nakhitxevan. A inicis del segle XIX, rep el nom de Keshishkend.

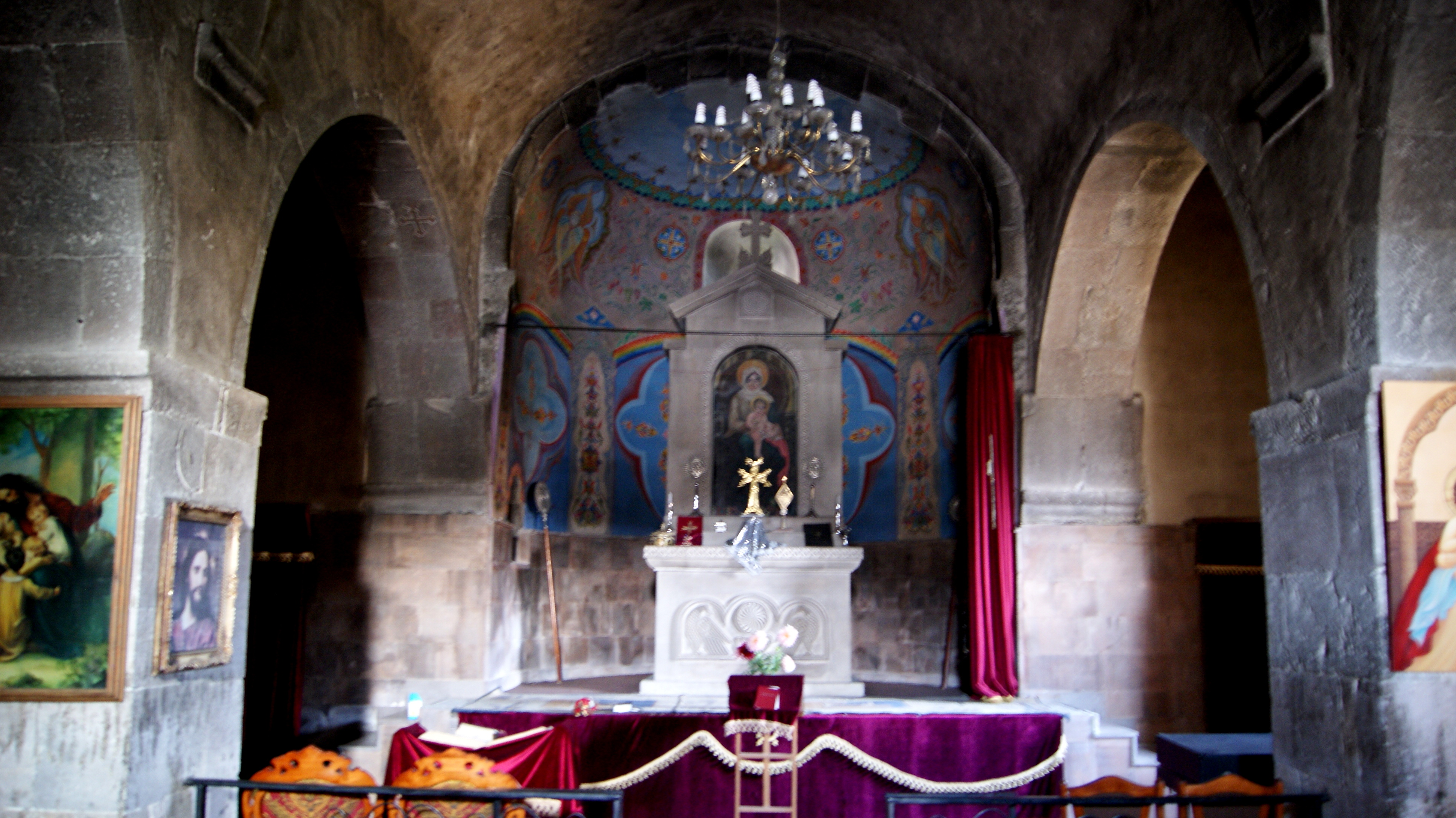
Interior de la catedral de la Mare de Déu

La regió de Vaiots Dzor esdevé part de l'Imperi Rus com gran part de l'Armènia Oriental degut al Tractat de Turkmantxai signat entre Pèrsia i aquest imperi després de la guerra russo-persa de 1826-1828. El 1828-1830 moltes famílies armènies de ciutats iranianes com Salmas i Khoy emigren a l'est d'Armènia (entre elles, a Vaiots Dzor), sobretot a les que formen part de la governació d'Erevan. El 1870 Ieghegnadzor esdevé una part del nou uezd de Sharur-Daralayaz, que a la vegada, forma part de la governació d'Erevan, de l'Imperi Rus.
Entre els anys 1918 i 1920 la ciutat i la seva regió passen a formar part de la República Democràtica d'Armènia. Després de la socialització d'Armènia, la ciutat esdevé un dels principals centres de resistència contra el jou soviètic i lidera el territori independent no reconegut de la República de l'Armènia Montanyenca liderada per Gagerin Nzhdeh. Quan els bolxevics cauen el 6 de desembre de 1956, la ciutat passa a formar part de la República Socialista Soviètica d'Armènia.
El 1935 la ciutat rep el nom de Mikoyan en honor al líder bolxevic Anastàs Mikoian. El 6 de desembre de 1956 es passa a dir novament Ieghegnadzor.

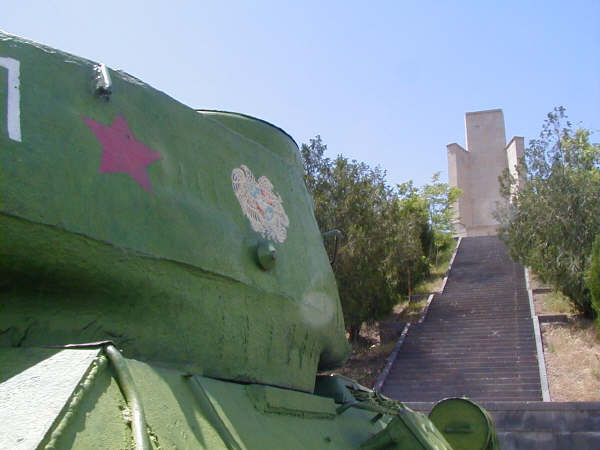
Memorial de la II Guerra Mundial

El 1991, quan Armènia s'independitza de la Unió de Repúbliques Socialistes Soviètiques, Ieghegnadzor esdevé la capital de la nova província de Vaiots Dzor.

## Cultura
Ieghegnadzor és la ciutat més poblada i el centre cultural de la província de Vaiots Dzor. Té un palau cultura, una biblioteca pública i un museu regional. També hi ha una escola d'art, una escola esportiva i una acadèmia de música. Té un amfiteatre al parc de Momik, al centre de la ciutat. En aquest parc també hi ha una vishap, una pedra del segon mil·lenni aC.

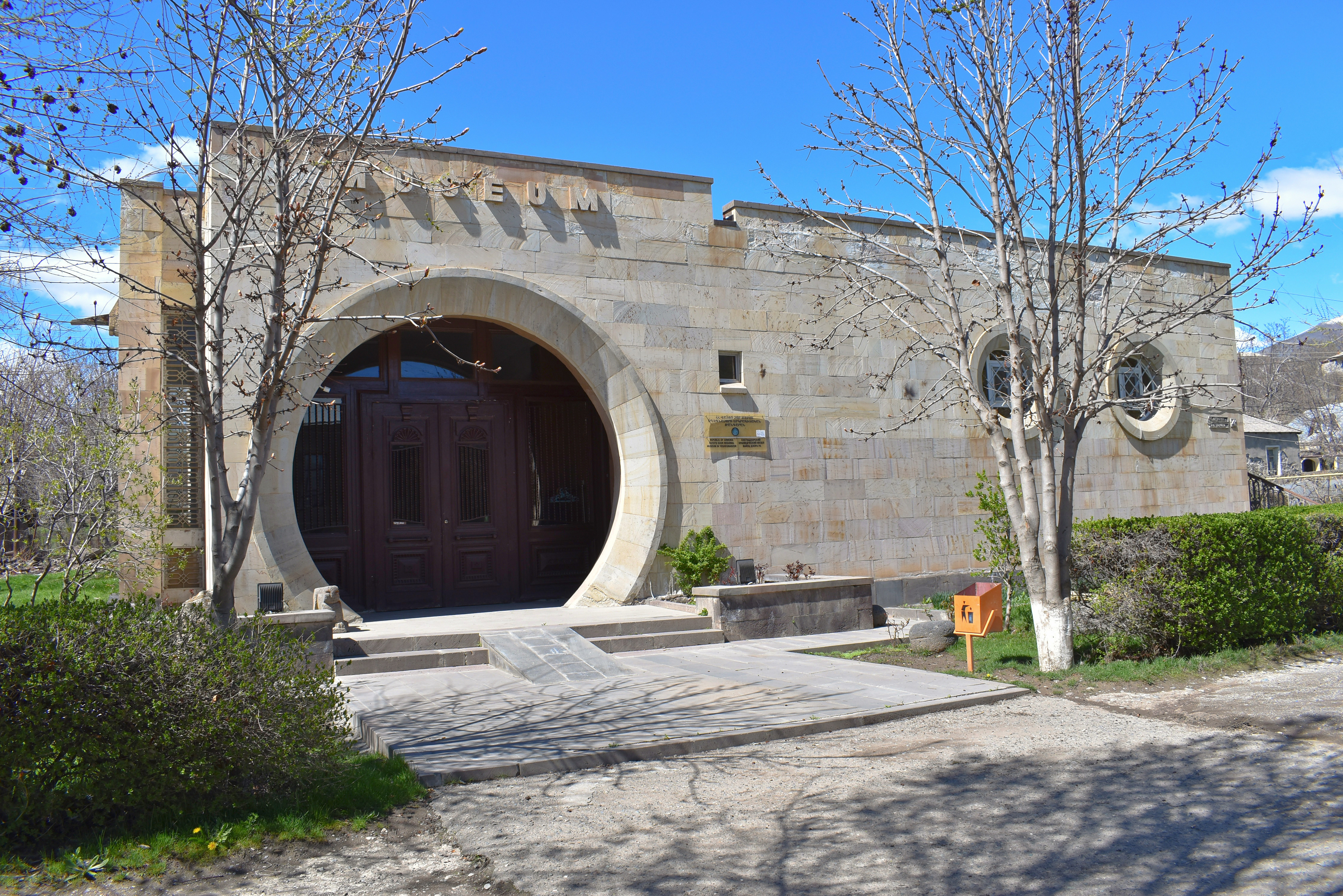
Museu Regional de Ieghegnadzor

Les persones de Ieghegnadzor són tradicionals. Celebren les festes tradicionals i religioses com el Tmdez i el Vardavar. El festival més popular de la ciutat es celera el segon diumenge d'octubre. La ciutat és coneguda pel seu formatge tradicional. Aquest és de llet de vaca i es deixa madurar durant, almenys, 6 mesos Té un gust fort i salat i les plantes de la montanya que s'hi incorporen li donen un gust particular.

### Monuments
- Catedral de la Mare de Déu, coneguda com a església de Surp Sarkis. És una església del Segle XII que fou renovada l'any 1878. És una basílica-catedral que serveix com a seu de la diòcesi de Vaiots Dzor de l'Església Catòlica Armènia.[8][9]
- Fortalesa de Proshaberd (o de Boloraberd), del segle XIII. Està situada a prop dels pobles veïns de Gladzor i Vernashen.
- La Universitat de Gladzor. Del segle XIII, al poble veí de Gladzor.
- Pont d'agaradadzor, del segle XIII.

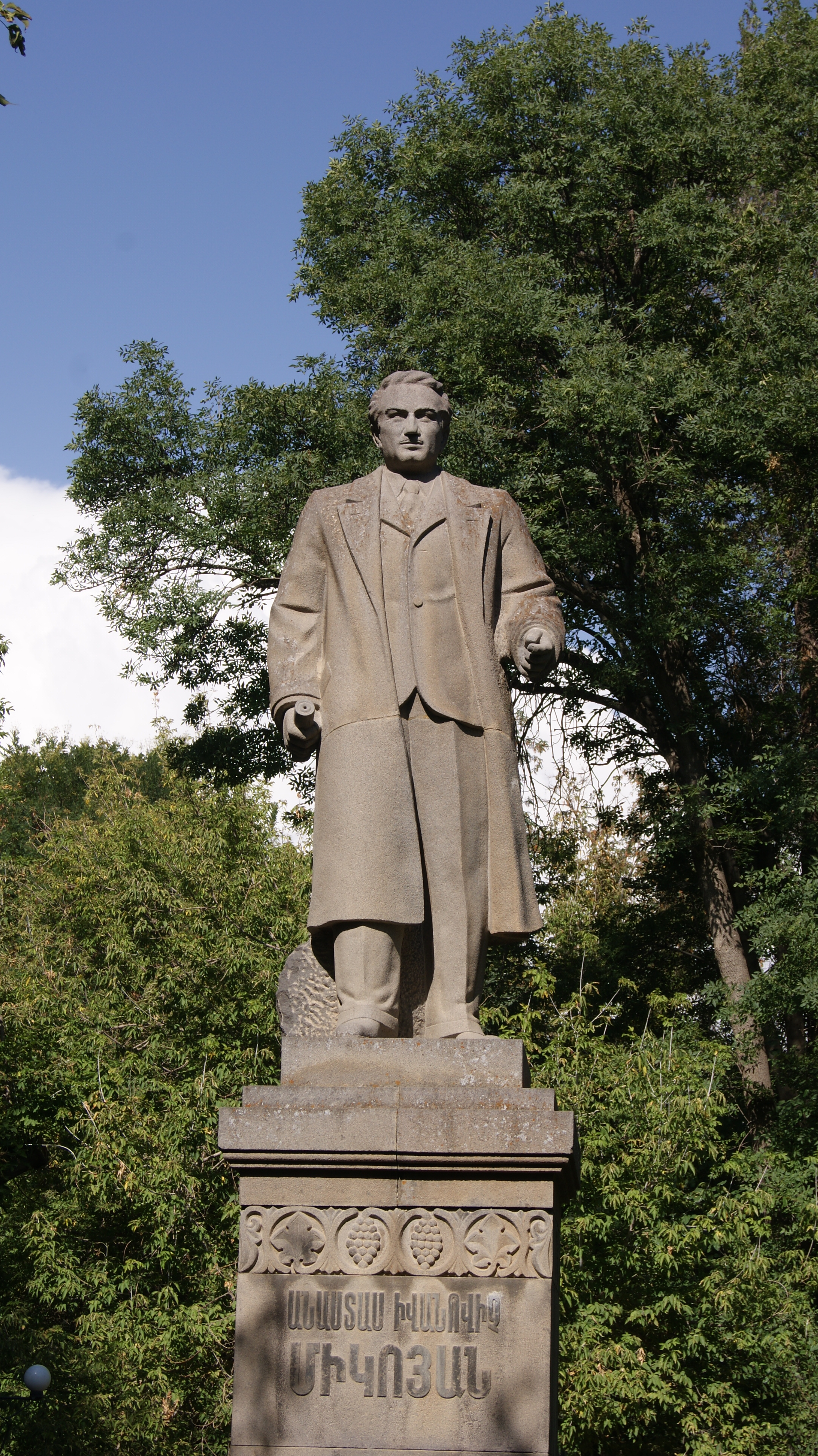
Monument d'Anaastas Mikoyan a Ieghegnadzor

- Monument d'Anaastas Mikoyan a Ieghegnadzor Complex monàstic de Noravank, del segle XIII, al sud-oest de la ciutat.
- Monestir d'Spitakavor de la Mare de Déu. Construït el 1321, al nord de la ciutat.

### Mitjans de comunicació
A la ciutat s'hi edita la publicació mensual "Vardadzor" que cobreix les notícies polítiques i econòmiques de la provincia i que té un suplement literari.